# IRAS 17163-3907
IRAS 17163-3907, также Hen 3-1379 — вероятно, жёлтый гипергигант в созвездии Скорпиона. Находится на расстоянии около 13 тыс. световых лет от Солнца.
Звезда погружена в толстую оболочку выброшенного газа и пыли и, вследствие характерного вида, имеет неофициальное название «Туманность Жареное Яйцо» (англ. Fried Egg Nebula). Жёлтые гипергиганты находятся в чрезвычайно активной стадии эволюции.

## Открытие
Звезда была открыта и каталогизирована как звезда с эмиссионными линиями Hen 3-1379 в 1976 году, затем в 2003 году она была классифицирована как протопланетарная туманность после проведения инфракрасного обзора неба на длине волны 2,2 мкм. В 1989 году звезду отнесли к звёздам пост-асимптотической ветви гигантов в предположении светимости около 9600 светимостей Солнца и расстояния около 1000 пк.
Хотя IRAS 17163-3907 является одним из наиболее ярких источников инфракрасного излучения на средних длинах волн, но до 2011 года было проведено очень малое количество наблюдений данного объекта, пока не было высказано предположение, что объект находится на большем расстоянии и, следовательно, является более ярким, вероятно, жёлтым гипергигантом.

## Описание
Снимок данной звезды, по результатам которого объект получил название «Туманность Жареное Яйцо», был получен в средней части инфракрасного диапазона на спектрометре VISIR Очень Большого Телескопа (Very Large Telescope) ESO в пустыне Атакама (северная часть Чили). Фильтры пропускают излучение с длинами волн 12810 нм (красный цвет на изображении), 11850 нм (зелёный цвет) и 8590 нм (синий цвет). Звезда обладает светимостью, превышающей солнечную в 500 тыс. раз. Полученное изображение является одним из лучших снимков жёлтых гипергигантов. Вероятно, звезда окончит существование в виде вспышки сверхновой.

## Оболочки
Звезда характеризуется двумя наблюдаемыми пылевыми оболочками. Внутренняя оболочка имеет диаметр 4800 а. е., внешняя оболочка имеет диаметр 12000 а. е. Источником материала для оболочек является вещество, выделяемое звездой в ходе вспышек, присущих гипергигантам. Период между выбросами вещества, создающими первую и вторую внешние оболочки, оценивается в 435 лет, полная масса выброса составляет около 4 масс Солнца, причём 1 % составляет пыль. В периоды наибольшей активности звезда выделяет около 1 массы Солнца вещества каждые несколько сотен лет. Было обнаружено, что оболочки богаты силикатами и кислородом. Звезда может обладать большим количеством внешних оболочек, но они не были обнаружены при наблюдениях на инструменте VISIR, поскольку поле зрения инструмента недостаточно. Оценки параметров внешних оболочек показывают, что они содержат около 0,17 массы Солнца межзвёздной пыли и были созданы при вспышке около 17000 лет назад, в результате которой было выброшено 6-7 масс Солнца газа.
Оболочки звезды похожи по свойствам на оболочки вокруг IRC+10420 (также проэволюционировавшая массивная звезда, испытывающая потерю массы), а также на внешние оболочки вокруг ярких голубых переменных, что приводит к предположению о том, что IRAS 17163-3907 находится на стадии звёзд «до ЯГП», а кольцеобразная туманность, часто окружающая звёзды таких типов, может происходить вследствие потери массы на стадии красных сверхгигантов.